# Koh Muk
Koh Muk eller Koh Mook är en thailändsk ö i Andamanska havet i distriktet Koh Lanta. Närmsta större städer är Krabi och Trang som båda ligger på fastlandet. Ön lever av turism, fiske och gummiplantage. Antalet fasta invånare är cirka 2000 varav 95% är muslimer och 5% buddhister.
Transport till ön från fastlandet eller från närliggande öar sker enklast med så kallade longtail-båt, färja eller speed-boat.
Ön är mest känd för sevärdheten Emerald Cave eller Tham Morakot på thailändska som är en smaragdgrotta, man tar sig till grottans öppning med båt för att sedan simma cirka 80 meter genom en tunnel, delvis genom totalt mörker. I grottan som är öppen uppåt finns en liten strand och växtlighet. När solen lyser in i grottan får vattnet en smaragdgrön färg, därav namnet. 